# Ircinia conulosa
Ircinia conulosa är en svampdjursart som först beskrevs av Ridley 1884.  Ircinia conulosa ingår i släktet Ircinia och familjen Irciniidae.
Artens utbredningsområde är Indiska oceanen. Inga underarter finns listade i Catalogue of Life.